# 陳惜姿

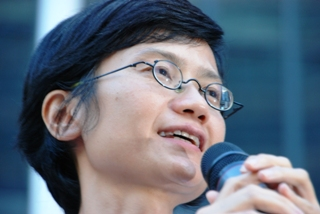
陳惜姿

陳惜姿，香港中文大學新聞與傳播學院高級講師，任教中文採訪。香港大學文學院學士畢業及新聞碩士畢業。陳惜姿曾任職記者多年，現時亦為中大新傳學院實習刊物《大學線月刊》的採訪顧問。
陳惜姿曾在《明報》任職記者，後來成為《壹週刊》的副總編輯，人物專訪為她的專長，曾訪問數學家丘成桐、小說家金庸、階下囚許仕仁等名人。陳惜姿的著作包括有：《壹流人物》、《區區大事》及《天水圍十二師奶》。現亦在《明報》副刊專欄「女人心」寫稿。

## 國民教育家長關注組
陳惜姿是國民教育家長關注組的召集人。在2012年教育局推行德育及國民教育科時，陳惜姿出席公開活動和電台節目時指，課程指引對如何區分「國」與「黨」隻字不提，當中要求教師以情「感動」、「激勵」學生、「孕育真情」，她認為是脫離客觀觀察、思考、分析及审辩的理性學習，所以其要求教育局立即撤回國民教育課程、以及重新諮詢教師、家長和學生等。陳惜姿曾多次向傳媒表示政府寸步不讓，呼籲要抗爭到底。
2012年8月9日，在香港電台節目《千禧年代》中，陳惜姿表示，她只是一群著緊子女的家長，無意取代資深教育工作者而對香港教育課程作規劃。
《文匯報》的馬彥批評，陳惜姿的出現與2012年9月的立法會選舉有關；陳予以否認，是教育局計劃於2012年9月3日開展國民教育。